# Centrum Praskie Koneser

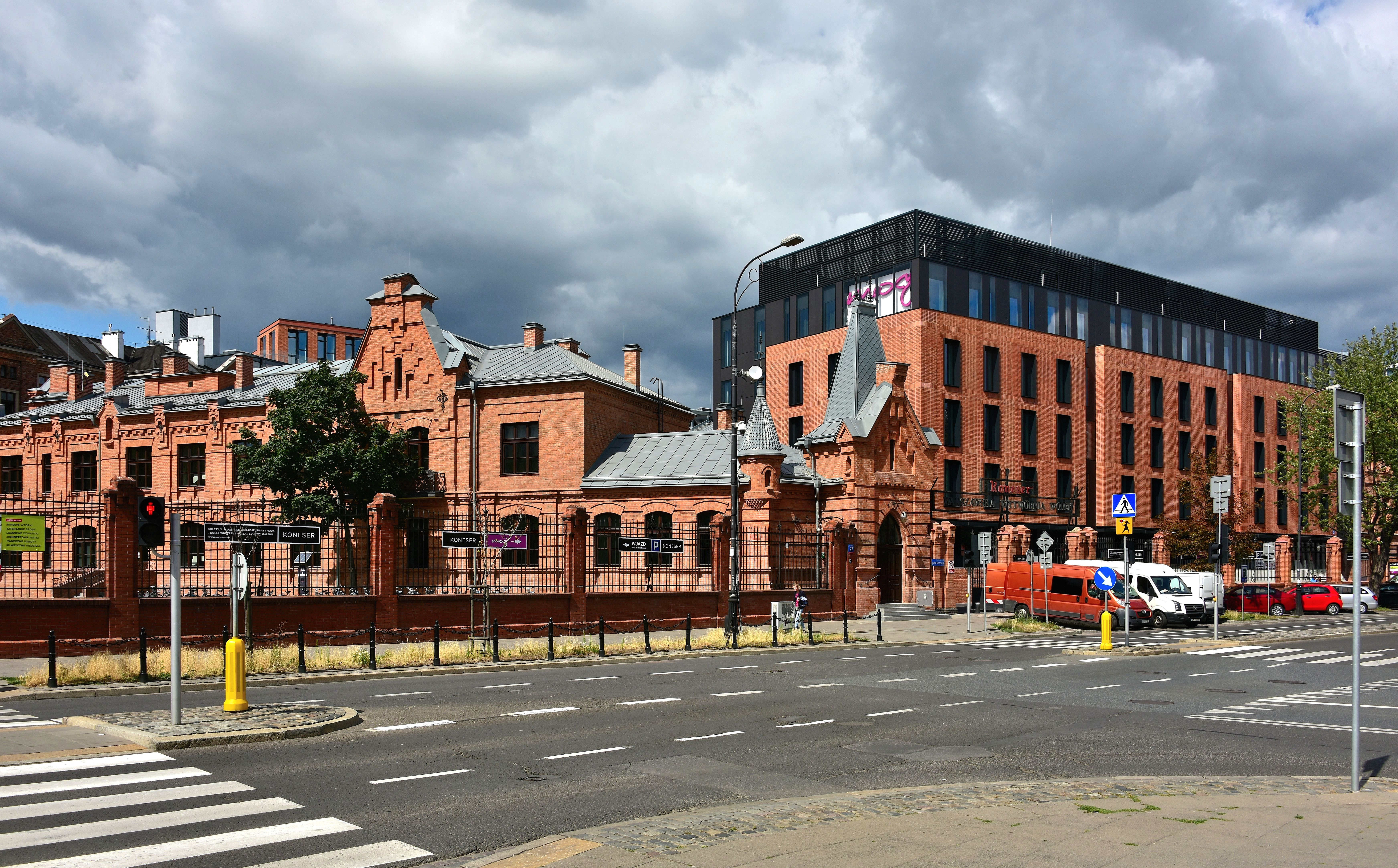
Ansicht des südlichen Zuganges zur Anlage

Das Centrum Praskie Koneser (deutsch: Praga-Zentrum Koneser) ist ein im Warschauer Stadtdistrikt Praga-Północ gelegener Wohn-, Büro- und Einkaufskomplex. Die Anlage entstand auf dem Grundstück der früheren Wodkafabrik „Koneser“, deren historische Gebäude teilweise in das neue Nutzungskonzept integriert wurden. Die Revitalisierungsarbeiten an der Fabrikanlage, die die Wodkaproduktion im Jahr 2009 eingestellt hatte, begannen Mitte der 2010er Jahre und waren 2018 abgeschlossen.
Das Gelände liegt zwischen den Straßen ul. Ząbkowska, ul. Markowska, ul. Białostocka and ul. Nieporęcka. Die Bauherren des Komplexes, dessen neugeschaffener Mittelpunkt der Plac Konesera ist, waren die Immobilienunternehmen Liebrecht & Wood Group sowie BBI Development. Das beauftragte Architekturbüro  war Juvenes-Projekt. Als Generalbauunternehmer wurden Hochtief Polska und Erbud bestimmt, die Finanzierung wurde von der Bank Pekao SA gestellt. 
Neben den Wohnungen beträgt die Gesamtgewerbefläche 88.000 Quadratmeter, darunter 25.500 Quadratmeter Bürofläche. Weitere Mieter der Anlage sind das Polnische Wodka-Museum, ein Fitnessclub, ein Ärztezentrum, mehrere Restaurants und Einzelhändler. Außerdem befinden sich in der Anlage der Warschauer Google-Campus und ein Moxy-Hotel des Hotellerie-Konzerns Marriott International mit 141 Betten. Das unterirdische Parkhaus verfügt über 1000 Autoparkplätze sowie 288 Fahrradständer. Die Anlage wurde vielfach ausgezeichnet, so für die Büroflächen, das Nutzungskonzept sowie das Hotel.